# Kreiskrankenhaus Greiz
Das Kreiskrankenhaus Greiz ist ein Akutkrankenhaus mit Sitz im thüringischen Greiz und ein Akademisches Lehrkrankenhaus der Universität Jena mit regionalem (intermediärem) Versorgungsauftrag.

## Geschichte
Den Anfang des heutigen Kreiskrankenhauses Greiz hatte das Krankenhaus in den Jahren 1744 und 1745. Damals noch unter dem Namen „Kranckenhauß“, lag es auf halber Höhe, rechts des Gommlaer Berges, und bot einem Dutzend Menschen Platz. 1860 entstand ein weiteres Krankenhaus in der Brunnengasse in Greiz, welches eine Kapazität für ca. 35 Kranke vorsah. 33 Jahre später, im Jahre 1893, wurde der Grundstein für die heutigen Gebäude des Kreiskrankenhauses in Greiz gelegt. Das neue staatliche Gebäude, im neogotischen Stil errichtet, hatte damals 50 Betten für Patienten. Heute wird dieses Gebäude als „Rotes Haus“ bezeichnet.
1908 begann die Erbauung des heutigen „Gelben Hauses“ mit dem Zweck als Isolier- und Infektionsgebäude mit 30 Krankenhausbetten, welches trotz Inflation, 1923 eingeweiht werden konnte. Ein praktizierender Arzt ließ zur Eröffnung des Hauses einen Ausspruch namens „DES KRANKEN WOHL IST OBERSTES GEBOT“ über dem Haupteingang anbringen. In den Jahren darauf (1936-1953) erfolgten der Bau eines Wirtschaftsgebäudes, die Gründung der medizinischen Fachschule und die Schaffung einer Kinderabteilung im ehemaligen „Old-Fellow-Haus“ in der Irchwitzer Straße von Greiz.
Als Erweiterung des Krankenhauses wurde 1954 die private Frauenklinik in der Poststraße in Greiz und 1956 das ehemalige Tuberkulosekrankenhaus in Teichwolframsdorf erworben. Beide Häuser wurden erweitert und umgebaut, etwa durch Infektionsabteilungen und HNO-Abteilungen oder Stationen für chronisch Kranke und Leichtkranke. Zwischen 1956 und 1959 entstanden in Nachbarschaft zum Roten- und Gelben Haus ein Ärztewohnhaus und ein Schwesternwohnheim und das „Gelbe Haus“ wurde um eine geburtshilflich-gynäkologische Abteilung aufgestockt.
In den 1970er Jahren kamen neue Abteilungen zum Krankenhaus hinzu, um 1970 eine Anästhesie- und Intensivtherapiestation und gegen 1979 eine urologische Abteilung, welche im „Gelben Haus“ untergebracht wurde. Zwischenzeitlich begann man mit einer umfassenden Sanierung des roten Hauses. Am 3. Mai 1993 schlug für das Kreiskrankenhaus Greiz, mit der Gründung einer Gesellschaft mit beschränkter Haftung, die Geburtsstunde der „Kreiskrankenhaus Greiz GmbH“. Dieser Schritt war notwendig, um in der Nachwendezeit die dringend benötigten Gelder für eine Modernisierung zu generieren.
Nachdem man die Gründung der GmbH gut überstanden hatte, begann man bereits 1992 mit ersten Plänen zur Sanierung und Erweiterung des Krankenhauses. Darauf folgten wenig später die Planungen und der Bau der Energiezentrale, die mit der Grundsteinlegung am 2. Mai 1995 besiegelt wurden. Der Bau der Energiezentrale dauerte knapp ein Jahr und wurde am 22. April 1996 fertiggestellt. 1998 beendete man die vorläufigen Sanierungsarbeiten mit Übergabe der Klinik für Gynäkologie und Geburtshilfe.
Zwischen 1998 und 2003 erfolgte die Fertigstellung des „2. Bauabschnittes“ und die Übergabe des Funktionsbaus an die Ärzte und die Bevölkerung zur Nutzung. Bereits ein Jahr später, am 22. April 2004, begann der Neubau des Bettenhauses (3. Bauabschnitt), welcher 2005 Richtfest feierte und 2006 übergeben und eröffnet wurde.

## Daten und Einrichtungen
Das Kreiskrankenhaus Greiz hat 256 Betten und beschäftigt rund 450 Mitarbeiter. Es ist damit einer der größten Arbeitgeber der Stadt Greiz. Hier werden im Jahresdurchschnitt 27.600 Patienten behandelt, davon rund die Hälfte stationär. 

### Zentren und Kliniken
Das Krankenhaus unterhält für die Bevölkerung der Region insgesamt 5 Zentren mit neun Kliniken.

#### Zentrum für Innere Medizin
- Klinik für Innere Medizin 1
- Klinik für Innere Medizin 2

#### Zentrum für Operative Medizin
- Klinik für Allgemeine, Gefäß- und Viszerale Chirurgie
- Klinik für Orthopädie- und Unfallchirurgie
- Urologische Klinik
- Klinik für Hals-Nasen-Ohren-Heilkunde (Belegabteilung)

#### Zentrum für Gynäkologie und Geburtshilfe
- Klinik für Gynäkologie und Geburtshilfe
- Kreißsaal

#### Zentrum für Kinder- und Jugendmedizin
- Klinik für Kinder- und Jugendmedizin

#### Zentrum für Notfall- und Intensivmedizin
- Klinik für Anästhesie und Intensivtherapie
- Interdisziplinäre Notfallambulanz
- OP

#### Röntgendiagnostisches Zentrum
- Röntgendiagnostische Abteilung

### Einrichtungen und Einmieter
- MVZ DIANOVIS
- Medirest GmbH & Co OHG
- Hubschrauberlandeplatz